# Bonnes à tuer
Pour plus de détails, voir Fiche technique et Distribution.
Bonnes à tuer (titre italien : Quattro donne nella notte) est un film franco-italien réalisé par Henri Decoin, sorti en 1954.

## Synopsis
Un soir, sur la terrasse de son nouvel appartement, surplombant tout Paris, Larry Roques réunit les quatre femmes qui ont le plus compté dans sa vie. Chacune d'elles a servi son ascension sociale, son désir de pouvoir mû par la peur de redevenir pauvre. Journaliste débutant, il a épousé Constance, sa conscience, une artiste encore amoureuse de lui. Lassé, il a divorcé pour Véra, sa seconde femme, starlette avide de gains. Il joue avec Maggy, femme du monde plus âgée que lui, aux puissantes relations. Il sauve l'honneur de Cécile, la fille de son patron. Mais au terme de la soirée, il a la ferme intention de tuer l'une d'entre elles, devenue gênante…

## Fiche technique
- Titre original italien : Quattro donne nella notte
- Titre original français : Bonnes à tuer
- Réalisation : Henri Decoin
- Scénario : Henri Decoin d'après le roman de Patricia McGerr (Bonnes à tuer) aux éditions Ditis
- Adaptation et dialogue : Henri Decoin, Jean de Baroncelli, Jean-Claude Eger
- Assistants réalisateur : Fabien Collin et Michel Deville
- Musique : René Sylviano - éditions S.J.M
- Photographie : Robert Lefebvre
- Opérateur : Roger Delpuech
- Montage : Denise Reiss et Etiennette Muse
- Décors : Jean d'Eaubonne, assisté de Jacques Gut
- Son : Pierre Calvet enregistrement Western
- Script-girl : Suzanne Durrenberger
- Régisseur général : Michel Choquet
- Ensemblier : Christidès
- Maquillage : Jean Ulysse et Yvonne Fortuna
- Robes et chapeaux : Pierre Balmain
- Production : Les Films E.G.E - C.F.C (Paris) et Noria Films (Rome)
- Directeur de production : Léon Carré
- Chef de production : Raymond Eger
- Pays :  France,  Italie
- Distributeur : Sirius
- Tournage dans les studios de Boulogne
- Tirage : Laboratoire Liano Film
- Genre : Drame à suspense
- Durée : 90 minutes
- Format : Pellicule 35 mm, noir et blanc
- Visa d'exploitation : 15.895
- Dates de sortie : 
  - France : 17 décembre 1954
  - États-Unis : 1er octobre 1955 (New York)
- Affiche : Jacques Bonneaud, Guy-Gérard Noël (France)

## Distribution
- Danielle Darrieux : Constance Andrieux dite Pussy, première femme de François
- Michel Auclair : François Roques dit Larry, célèbre journaliste
- Corinne Calvet : Véra Volpone, actrice et femme de François
- Miriam di San Servolo (VF : Paula Dehelly)  : Maggy Lang ( Myriam Petacci), une maîtresse de François
- Lyla Rocco : Cécile Germain-Thomas, la future épouse de François
- Gérard Buhr : William Jordan, l'américain, ami de François
- Roberto Risso : Mario Mirador, l'amant de Véra
- Gil Delamare : Forestier, un ami de François
- Ky Duyen : Bao, le serviteur
- Émile Genevois : Le postier qui prévient François
- Jean Berton : Un inspecteur qui arrête Mario
- Jean Sylvère : L'aveugle qui vend "La roue de la fortune"
- Jacques Jouanneau : L'agent au sifflet
- Raymond Gérôme : Un consommateur
- Roger Lecuyer : Un client attablé
- Anne-Marie Mersen
- Jean Duval
- Louis Viret : L'agent qui refoule les gens
- Jean-Michel Rouzière
- Franck Maurice : Le gendarme qui referme la porte du fourgon
- Christian Brocard : Une personne refoulée par l'agent
- Serge Bento : Une personne refoulée par l'agent
- Maurice Chevit : Un homme au café à l'arrestation de Mario